# James Fenimore Cooper

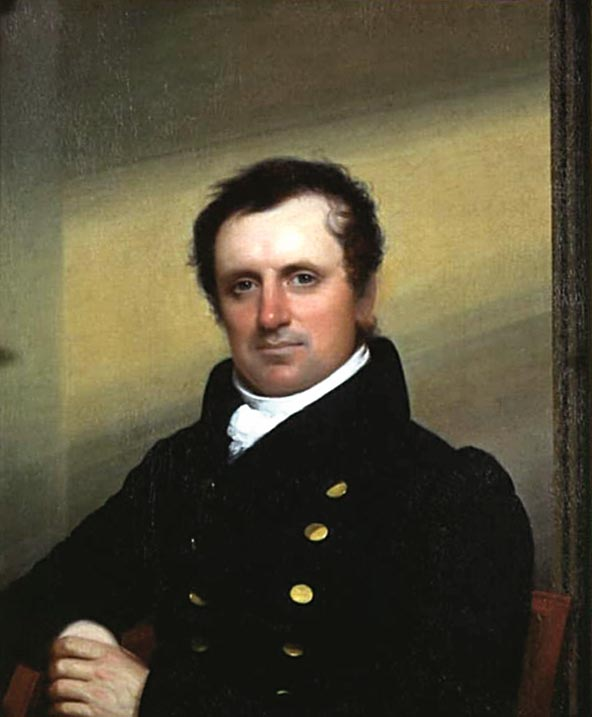
James Fenimore Cooper door Jarvis

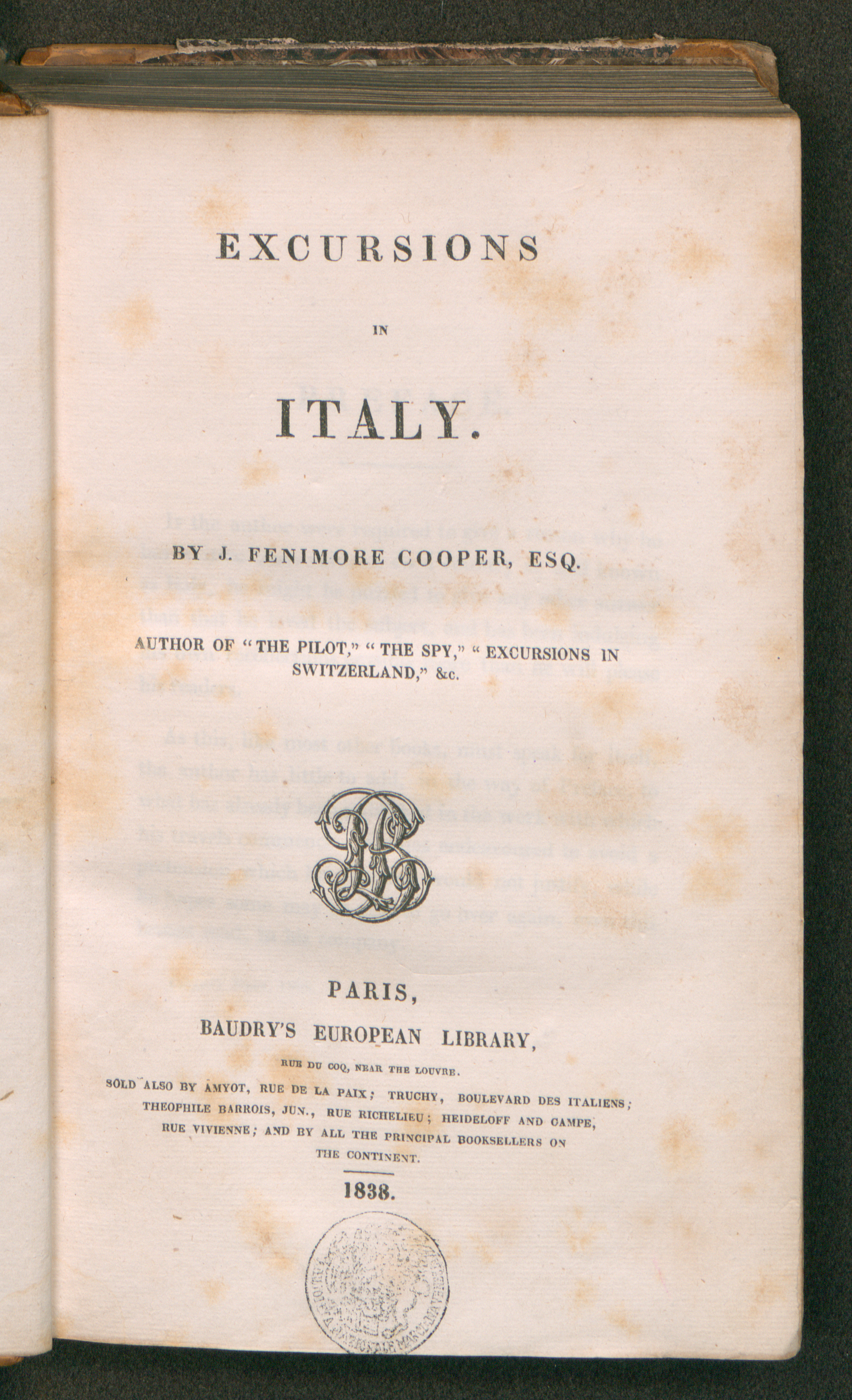
Excursion in Italy, 1838

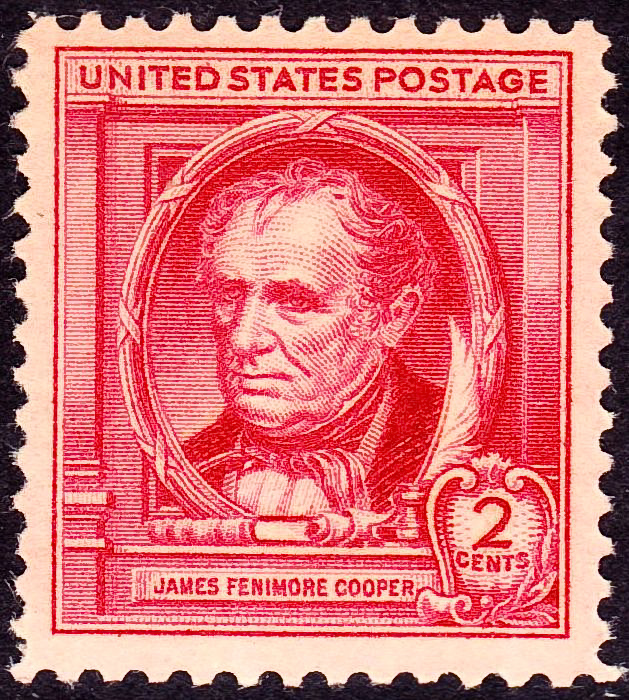
Cooper werd geëerd op een Amerikaanse herdenkingszegel, de Famous American-serie, uitgegeven in 1940

James Fenimore Cooper (Burlington (New Jersey), 15 september 1789 - Cooperstown (New York), 14 september 1851) was een Amerikaans schrijver. Hij werd vooral bekend als romanschrijver van talloze zeeverhalen en historische verhalen, de Leatherstocking Tales, met Natty Bumppo in de hoofdrol. Een van zijn beroemdste boeken uit deze reeks is The Last of the Mohicans, door velen beschouwd als zijn meesterwerk.

## Leven
Cooper werd geboren in Burlington, New Jersey, als zoon van een Congreslid van de Verenigde Staten. Nog voor zijn eerste verjaardag verhuisde het gezin naar Westchester County, New York. Reeds op veertienjarige leeftijd vatte hij zijn studies aan op Yale, maar behaalde daar uiteindelijk geen universitaire graad. Hij werd matroos op de koopvaardij en ging op negentienjarige leeftijd bij de marine. Daar behaalde hij de graad van adelborst nog voor zijn vertrek in 1811. Toen hij 22 was huwde hij met Susan Augusta DeLancey. Samen hadden ze 7 kinderen. Hun dochter Susan Fenimore Cooper schreef over natuur, vrouwenkiesrecht en andere onderwerpen.

## Werk
Zijn eerste boek Precaution (1820) publiceerde hij anoniem, daarop verschenen er verschillende andere van zijn hand. In 1823 publiceerde hij The Pioneers, het eerste uit de Leatherstocking-reeks met de woudloper Natty Bumppo (deze figuur is gebaseerd op het leven en de avonturen van Daniel Boone) in de hoofdrol, waarin hij deze volgt in zijn vriendschap met de Delaware indianen en opperhoofd Chingachgook. Coopers beroemdste roman zou echter The Last of the Mohicans (1826) worden, een van de meest gelezen boeken uit de 19e eeuw. In 1826 verhuisde Cooper met zijn gezin naar Europa, om daar als vertegenwoordiger van de regering van de Verenigde Staten te gaan werken. Tijdens zijn verblijf daar schreef hij het in Parijs gepubliceerde The Red Rover, The Waterwitch—one en andere zeeverhalen. Hij geraakte ook erg betrokken in politieke discussies over de Verenigde Staten en publiceerde daarover onder meer in Le National. In zijn drie volgende romans The Bravo (1831), The Heidenmauer (1832) en The Headsman: or the Abbaye of Vigneron (1833) verwerkte hij ook zijn republikeinse overtuigingen.
In 1833 keerde hij terug naar Amerika, waar hij onmiddellijk A Letter to My Countrymen publiceerde, waarin hij scherp uithaalde naar de betrokkenheid van de Verenigde Staten in een aantal controversiële zaken waar hij in Europa mee te maken had gekregen.

## Vertalingen in het Nederlands
- 1826 - De volkplanters, of De bronnen der Susquehanna[a][b][c] (The pioneers, or The sources of the Susquehanna. 1823)
- 1827 - De spion[d][e] (The spy. 1821)
- 1831-1832 - De prairie, of Grazige woestijn van Noord-Amerika[f][g] (The prairie. 1827)
- 1832 - De laatste der Mohikanen, of De Engelschen in Amerika[h][i] (The last of the Mohicans. 1826)
- 1835 - De loods, een verhaal[j][k] (The pilot, a tale of the sea. 1824)
- 1835-1836 - Het heidenkamp. Legende van de boorden van den Rijn[l][m] (The Heidenmauer; or, The Benedictines, A Legend of the Rhine. 1832)
- 1836 - De roode zeeroover[n][o][p] (The red rover, 1828)
- 1836 - De scherpregter van Bern, of Het feest van den wijnoogst[q][r] (The headsman, or The Abbay des Vignerons, 1833)
- 1837 - Het waterspook, of De Nederlanders in Amerika. Een tafereel uit het begin der achttiende eeuw[s][t] (The water witch, or The skimmer of the seas, 1830)
- 1838 - Lionel Lincoln, of de belegering van Boston[u][v] (Lionel Lincoln, or The leaguer of Boston, 1825)
- 1840 - De reis naar Amerika of de jagt op zee[w] (Homeward Bound; or, The Chase: A Tale of the Sea, 1838)
- 1841 - Mercedes van Castilië. Een verhaal uit de dagen van Columbus[x][y][z] (Mercedes of Castile; or, The Voyage to Cathay, 1840)
- 1841 - Eva Effingham of Schetsen van Amerikaansche zeden[aa] (Home as found, 1838)
- 1842 - De hertendooder. Een Amerikaansch verhaal[ab][ac][ad] (The first war-path, 1841)
- 1842 - De padvinder, of Het meer Ontario. Een verhaal[ae][af] (The pathfinder, or The inland sea, 1840)
- 1843 - De Fransche gouvernante, of De geborduurde zakdoek. Een roman[ag] (The French governess, or The embroidered handkerchief, 1843)
- 1844 - De twee admiraals. Een zeeroman, tijdens den inval van den Pretendent in Schotland[ah][ai] (The two admirals, 1842)
- 1844 - Wyandotté, of De hut-berg. Een roman uit het tijdperk der Amerikaansche omwenteling[aj] (Wyandotté, or The hutted knoll, 1843)
- 1845-1846 - De familie Littlepage[ak] (Satanstoe, or The family of Littlepage. A tale of the colony, 1845)
- ca. 1870 - Lederkous[al] (The pioneers. 1823)
- 1876 - Conanchet, het opperhoofd der indianen. Een verhaal voor de jeugd[am]

- Bibsys: 90069150
- Biblioteca Nacional de Chile: 000034846
- Biblioteca Nacional de España: XX1146554
- Bibliothèque nationale de France: cb118975923 (data)
- Catàleg d'autoritats de noms i títols de Catalunya: 981058519930706706
- CiNii: DA08710462
- Digitale Bibliotheek voor de Nederlandse Letteren: coop017
- Gemeinsame Normdatei: 118676865
- International Standard Name Identifier: 0000 0001 2125 1042
- Library of Congress Control Number: n79059786
- Nationale Bibliotheek van Letland: 000002058
- MusicBrainz: 614e9332-4516-4bdb-bed9-0d807a71104d
- Bibliotheek van het Japanse parlement: 00436591
- Nationale Bibliotheek van Tsjechië: jn19990001484
- Nationale bibliotheek van Australië: 35030977
- Nationale Bibliotheek van Israël: 987007260150905171
- Nationale Bibliotheek van Polen: a0000002005435
- Nationale en Universitaire bibliotheek Zagreb: 000003871
- Nederlandse Thesaurus van Auteursnamen: 068411685
- Réseau des bibliothèques de Suisse occidentale: 02-A000043990
- Istituto Centrale per il Catalogo Unico: CFIV010278
- LIBRIS: 46870
- SNAC: w6m32xnw
- Système universitaire de documentation: 02679814X
- Trove: 803812
- Virtual International Authority File: 27062769
- WorldCat: E39PBJt3YFKV3jMwv8G3JrtBT3